# Pcheng Pchaj
Pcheng Pchaj (čínsky pchin-jinem Péng Pài, znaky 彭湃; 22. října 1896 – 30. srpna 1929) byl čínský komunistický revolucionář a rolnický vůdce, ve 20. letech jeden z předních představitelů Komunistické strany Číny, od roku 1927 člen jejího ústředního výboru a politbyra. Byl zatčen a zastřelen kuomintangskými úřady.

## Život

### Mládí, studium
Pcheng Pchaj se narodil roku 1896 v okresu Chaj-feng v provincii Kuang-tung v rodině zámožného statkáře Pcheng Sina, který svou půdu pronajímal více než 1 500 nájemců. Pcheng Pchajova matka Čou Feng pocházela z chudé rodiny, cheng Sin si ji koupil jako konkubínu, měl s ní tři syny, Pcheng Pchaj byl prostřední z nich.
Roku 1917 odjel do Japonska, kde studoval politickou ekonomii na univerzitě Waseda v Tokiu. Na univerzitě studoval v prostředí silně ovlivněném idejemi socialismu, byl svědkem rýžových bouří v Japonsku v roce 1918 a ovlivnila ho i Říjnová revoluce v Rusku. V důsledku toho konvertoval z křesťanství na socialismus. Věřil, že přežití Číny může zajistit pouze úplná sociální, politická a ekonomická revoluce a vytvoření socialistického systému. 

### Organizátor rolnického hnutí
Po absolvování univerzity se v létě 1921 vrátil do Chaj-fengu a vstoupil do Socialistického svazu mládeže Číny. V říjnu 1921 byl jmenován komisařem okresního úřadu pro vzdělávání (jmenoval ho Čchen Tu-siou, který v té době vedl provinční školský úřad, a také právě založenou Komunistickou stranu Číny). V úřadu Pcheng Pchaj zakládal nové školy, revidoval učební osnovy a přijímal mladé učitele a ředitele se socialistickými ideály. V roce 1922 zorganizoval prvomájový slavnostní průvod do sídla okresu, kterého se zúčastnili jeho studenti a mnoho chlapců a dívek z bohatých rodin.
Kvůli organizování prvomájového průvodu byl v létě 1922 byl odvolán z funkce. Poté zorganizoval a vedl rolnické revoluční hnutí v Chej-fengu. Své ideje propagoval ve vlastním týdeníku, aby rolníky politicky probudil a povzbudil je k boji za vlastní práva a k osvobození od sociální nespravedlnosti, spálil veřejně všechny své dokumenty o vlastnictví zděděné půdy a oznámil svým nájemcům, že půda, kterou obdělávají, jim od nynějška patří. Po tomto neobvyklém a upřímném úsilí se mu podařilo založit první rolnické sdružení v Číně, Chajfengské okresní rolnické sdružení. Sdružení vedlo kampaně za nižší nájemné, vedlo bojkoty proti pronajímatelům a organizovalo sociální aktivity (bezplatné školy pro rolníky, zajišťovalo zdravotní péči. Začátkem roku 1923 se ke sdružení hlásilo asi 16 000 rodin, což představovalo čtvrtinu obyvatel okresu. Sdružení se rychle rozšířilo i do sousedních okresů.
Pod tlakem statkářů, kteří se cítili ohroženi rolnickým hnutím, byla roku 1924 rolnické svazy zakázány. Pcheng Pchaj odešel do Kantonu a  vstoupil do Komunistické strany Číny a Kuomintangu. V Kuomintangu působil jako tajemník rolnického oddělení ústředního výkonného výboru (od jara 1924 do jara 1925, oddělení vedl komunisřta Lin Po-čchü) a podílel se na rozšíření rolnického hnutí v oblastech kontrolovaných Kuomintangem. Na základě Pcheng Pchajova návrhu ústřední výkonný výbor Kuomintang zřídil Institut rolnického hnutí (existoval v letech 1924–1926), který měl vychovávat mladé idealisty, kteří vzdělávat rolnické masy na čínském venkově. Studium v institutu absolvovalo postupně šest skupin posluchačů, Pcheng Pchaj vedl studium první a páté skupiny studentů, Mao Ce-tung šestou. Na institutu Pcheng Pchaj dokončil svou slavnou Zprávu o chajfengském rolnickém hnutí a v roce 1926 ji publikoval v časopise Čínský rolník. Roku 1925 působil jako tajemník okresního výboru KS Číny v okresech Chaj-feng a Lu-feng (ale i vedoucí rolnického oddělení kuomintangské provinční organizace). Do rodného regionu se mohl vrátit po jeho ovládnutí Kuomintangem. Oživil tamní rolnické hnutí, rolníci pod jeho vedením začali organizovat vlastní samosprávu a provádět pozemkovou reformu. Roku 1927 odešel do Wu-chanu, pracovat pro tamní vládu kuomintangské levice. Rolnické hnutí v „jeho“ regionu bylo opět zahnáno do ilegality vojsky kuomintangské pravice.

### Komunistický revolucionář
V dubnu 1927 Čankajšek a jeho pravicové křídlo Kuomintangu zahájili masakry komunistů v Šanghaji i jinde. Mnoho prominentních komunistů a členů levicového křídla Kuomintangu spolu s desítkami tisíc řadových aktivistů a i jen osob podezřelých z levicové činnosti bylo uvězněno nebo povražděno. Pcheng Paj byl na současně probíhajícím V. sjezdu KS Číny v dubnu–květnu 1927 ve Wu-chanu zvolen členem ústředního výboru. V souvislosti z radikálními změnami ve vedení KS Číny po dramatických událostech první poloviny roku 1927 byl v srpnu 1927 zvolen členem prozatímního politbyra, které převzalo vedení strany. Současně se podílel na přípravě nančchangského povstání, které proběhlo v srpnu 1927; účastnil se také povstání podzimní sklizně v září 1927. Po porážce povstání se se zbytky povstalců stáhl do hor na pobřeží Kuang-tungu na pomezí okresů Chaj-feng, Lu-feng a Lu-che, kde v listopadu založili takzvaný Chajlufengský sovět, první sovětskou oblast v Číně. Ovládli velkou část zmíněných okresů, Pcheng Pchaj byl zvolen předsedou sovětu, řídil provádění pozemkové reformy. V prosinci 1927 byl jmenován lidovým komisařem zemědělství vlády kantonské komuny, téhož měsíce poražené. Na jaře 1928 byl Chajlufengský sovět zničen kuomintangskými vojsky, většinu území ztratil už koncem února, pokusy o ozbrojený odpor přetrvaly do května 1928. Pchen Pchaj prchl do Šanghaje.
Na VI. sjezdu KS Číny (proběhl nedaleko Moskvy v červnu–červenci 1928) byl zvolen členem ústředního výboru a kandidátem politbyra. Vedl rolnické oddělení ÚV a byl členem ústřední vojenské komise strany. Na zasedání politbyra v listopadu 1928 byl převeden mezi členy politbyra.
Dne 24. srpna 1929 byl spolu s kolegou z politbyra Jang Jinem a dalšími zatčen na území šanghajské koncese a vydán kuomintangským úřadům. Čou En-laj (člen stálého výboru politbyra, ve vedení KS Číny odpovědný za bezpečnostní otázky) se svými spolupracovníky se pokusil o osvobození Pcheng Pchaje, ale neuspěl. O několik dní později, 30. srpna, byl Pcheng Pchaj i Jang Jin na příkaz Čankajška zastřeleni. Zatčení Pcheng Pchaje a dalších umožnila zrada tajemníka ústřední vojenské komise KS Číny Paj Sina. Čou En-lajovi lidé zrádce vypátrali 11. listopadu téhož roku zabili na území francouzské koncese v Šanghaji.

### Rodina
Pcheng Pchajovi bratři Pcheng Chan-jüan a Pcheng Šu se připojili k jeho revolučnímu hnutí v Chaj-fengu a přišli o život při jeho obraně. Čínská lidová republika je vyznamenala jako „mučedníky revoluce“.
Roku 1912 se oženil s Cchaj Su-pching, se kterou měl tři syny. Manželka byla zatčena a zabita kuomintangskými vojáky. Prostřední syn Pcheng Š’-lu (1925–2021) byl konstruktérem jaderných reaktorů pro ponorky čínského námořnictva.